# Інтегральний масштаб відстані
Інтегральна шкала (масштаб) відстані оцінює кореляційну відстань процесу в термінах простору або часу. По суті, термін розглядає загальну пам'ять про процес і як на неї впливають попередні позиції та параметри. Це поняття може поширюватись на турбулентність.
Математичні вирази для інтегральних шкал:
{\displaystyle \mathrm {T} =\int _{0}^{\infty }\rho (\tau )d\tau }
{\displaystyle L=\int _{0}^{\infty }\rho (r)dr}
Де {\displaystyle \tau } це інтегральна шкала часу, L — інтегральна шкала довжини, і {\displaystyle \rho (\tau )} and {\displaystyle \rho (r)} — це автокореляція відносно часу та простору, відповідно.
В ізотропній однорідній турбулентності інтегральна шкала довжини {\displaystyle \ell } визначається як середньозважена величина зворотного хвильового числа, тобто
{\displaystyle \ell =\int _{0}^{\infty }k^{-1}E(k)dk\left/\int _{0}^{\infty }E(k)dk\right.}
де {\displaystyle E(k)} — енергетичний спектр.